# Guiameranet
Guiameranet, o Guimeranet, és una possessió del terme de Llucmajor, Mallorca. Està situada a la marina i sorgí el segle xvii d'una divisió de la possessió de Guiamerà.
Està situada entre Guiamerà, s'Estelella i el Torrent de Garonda. Des del segle xvii apareix documentada sota diversos noms: Guiameranet, Guiamerà Petit i Guiamerà dels Garau; i qualificada indistintament com a rafal o possessió. El 1649 pertanyia a Domènec Garau. Té cases i torre de defensa del segle xviii.

## Construccions
Les cases de la possessió integren una sèrie de bucs adossats en forma de "U" i tenen carrera davantera i pavimentada. El buc principal presenta l'habitatge dels amos i el dels senyors separats per pisos. La torre de defensa es troba adossada al buc principal i comunicada interiorment amb aquest, destaca per ser de planta circular i tenir major alçada que la resta de bucs. Annexos a l'habitatge i la torre hi ha algunes dependències agropecuàries: graners, un assecador d'ametlles, una portassa i el forn. Enfront de la casa es troba la resta de dependències agropecuàries típiques de possessió: uns sestadors, dues barraques (una de carro i l'altra de bestiar), uns habitacles pels missatges, estables, pallissa i portasses. També hi ha un aljub i dues cisternes. Hi ha un rellotge de sol amb la data de 1942, ubicat a la façana exterior de la torre de defensa.